# 短棘銀鞍脂鯉
短棘銀鞍脂鯉（學名：Poptella brevispina），為輻鰭魚綱脂鯉目脂鯉亞目脂鯉科的其中一個種。分布於南美洲蘇利南、圭亞那及巴西沿岸淡水流域，體長可達7.6公分，棲息在沙底質、水質清澈的溪流，生活習性不明。